# سپاه بلک لنترن
سپاه فانوس سیاه (به انگلیسی: Black Lantern Corps) یک سازمان خیالی از گور برخاسته (شبیه به مرده متحرک یا جیانگشی) در سری کتاب‌های کامیک آمریکایی منتشر شده توسط دی‌سی کامیکس است. این گروه قسمتی از طیف هیجانی به‌شمار می‌رود و متشکل از شخصیت‌های خیالی ابرقهرمان یا ابرشرور و حتی انسان‌های عادی مرده از نگارش‌های مختلف به شکل زامبی است که به دنبال از بین بردن تمامی اشکال زندگی در دنیای دی‌سی هستند. آن‌ها توسط جسد شخصیت ابرشرور آنتی-مانیتور و با استفاده از ماهیت او خلق شده‌اند و به‌وسیلهٔ بلک هند رهبری می‌شوند.
سپاه فانوس سیاه توسط نویسنده جف جانز و طراح ایتن فن سایور خلق شده‌است و برای نخستین بار در شماره ۴۳ از سرگذشت‌نامه دنباله‌دار گرین لنترن معرفی شد.

## اعضا

### اعضای فعلی
- بلک هند – او که با نام متجسم سیاهی شناخته شده، رهبر اصلی فانوس سیاه است.
- بتمن – او که بوسیلهٔ تهاجم شوالیه‌های تاریکی از مولتی‌ورس تاریکی کشته شد، بروس وین با یک حلقه فانوس سیاه به زندگی برگشت و اکنون او به‌طور پنهانی به آخرین انرژی‌های فانوس سفید نگه داشته‌است که به صورت یک گلوله فشرده شده‌اند و قدرت کافی برای جلوگیری از تبدیل شدن او به شکلی بسیار خطرناک و قاتلانه‌ای از فانوس سیاه را دارد.

### اعضای اولیه
رهبری
- نکرون – رهبر ارتش فانوس سیاه
- اسکار – محافظ سپاه و نگهدارندهٔ کتاب سیاه

سیاه‌ترین شب #۱ (سپتامبر ۲۰۰۹)
- کاتما توی
- مارشن من‌هانتر
- ایلانگیتد من
- سو دیبنی

سیاه‌ترین شب #۲ (اکتبر ۲۰۰۹)
- آکوامن
- ددمن
- هاوک (هنک هال)
- آکواگرل (توا)
- دلفین
- پریا
- کریسپس آلن (اسپکتر)
- تمپست (گارث)
- فایراستورم
- هاوک‌گرل (کاندرا ساندرس)
- هاوک‌من (کارتر هال)

سیاه ترین شب: بتمن #1 (اکتبر ۲۰۰۹)
- اباتویر
- بلاک‌باستر (رونالد دسموند)
- دیکن بلک فایر
- کی‌جی‌ بیست
- کینگ اسنیک
- مگپای
- دوقلوهای تریگر
- ونتریلوکویست
- جان گریسون
- ماری گریسون
- جک دریک
- ژانت دریک

سپاه فانوس سبز (قسمت دو) #۳۹ (اکتبر ۲۰۰۹)
- جک ت چنس
- تامار-ر
- جید

سیاه ترین شب: سوپرمن #۱ (اکتبر ۲۰۰۹)
- سوپرمن (زمین-دو)
- لویس لین (زمین دو)
- زور ال

سیاه ترین شب: تیتان ها #۱ (اکتبر ۲۰۰۹)
- ترا
- اومن

فانوس سبز (قسمت چهارم) #۴۵ (اکتبر ۲۰۰۹)
- آمون سور
- بلوم
- ژانشی
- گلومولوس

سالومون گراندی #۷ (نوامبر ۲۰۰۹)
- سالومون گراندی